# Raion de Ialoveni
Le raion de Ialoveni est un raion de la république de Moldavie, dont le chef-lieu est Ialoveni. En 2014, sa population était de 93 154 habitants.

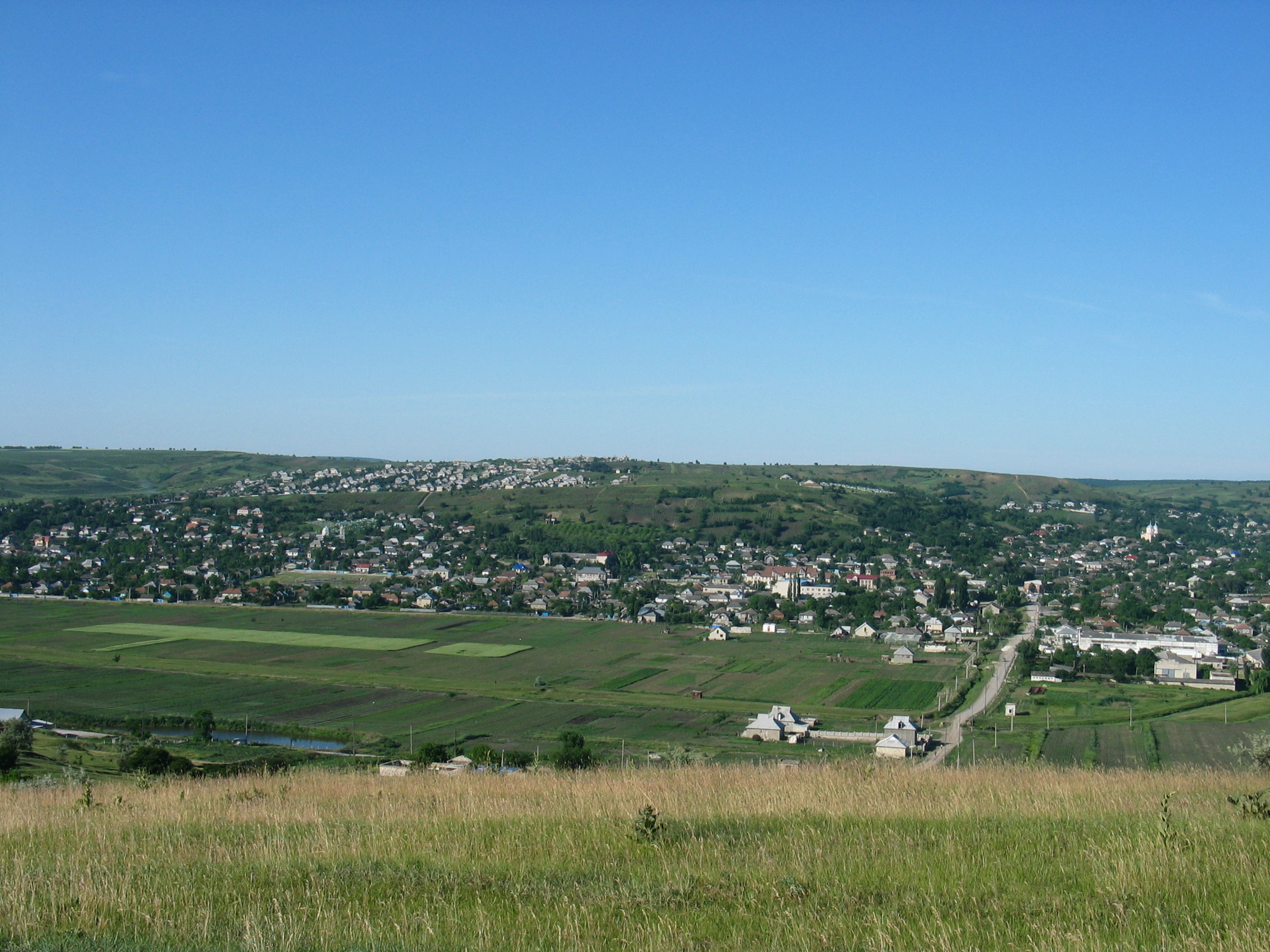
Costești

## Démographie
| Groupe ethnique      | %    |
| -------------------- | ---- |
| Moldaves et Roumains | 96,9 |
| Ukrainiens           | 0,9  |
| Russes               | 0,8  |
| Bulgares             | 0,8  |
| Autres               | 0,2  |
| Gagaouzes            | 0,1  |
| Roms                 | 0,1  |

## Économie
19 802 entreprises sont implantées dans le raïon.

## Religions
- 98,7 % de la population du raïon est chrétienne, dont une grande partie sont orthodoxes.
- 1,3 % de la population est athée ou sans religion.

## Tourisme
- Collection de vins (Collection d'Or) des Mileștii Mici. Il est entré dans le Livre Guinness des records comme la plus grande collection de vins d'Europe avec plus de 1,5 million de bouteilles de collection. Le nombre total de bouteilles présentes dans les caves de Milestii Mici dépasse les 2 millions.